# Krystyna Brzechwa
Krystyna Maria Brzechwa-Reyzz (ur. 25 sierpnia 1928 w Warszawie) – polska malarka oraz poetka.

## Życiorys
Córka Jana Brzechwy oraz Marii Sunderland. Ojca poznała w wieku 9 lat na pogrzebie jej krewnego, Bolesława Leśmiana. Mariusz Urbanek, biograf Brzechwy, ich ówczesne stosunki określił jako poprawne. Po wojnie ich kontakty były nieco lepsze.
W 1955 zakończyła studia na Wydziale Malarstwa Akademii Sztuk Pięknych w Warszawie w pracowni Eugeniusza Eibischa.
Zajmuje się malarstwem olejnym, rysunkiem oraz ilustracją książek, w tym swojego ojca, Jana Brzechwy. Jej styl jest jednorodny, bazujący na malarstwie naiwnym. Zaprezentowała kilkadziesiąt wystaw indywidualnych. Jej prace znajdują się w m.in. w Muzeum Narodowym w Warszawie, Muzeum Narodowym w Kielcach, Muzeum Sztuki Współczesnej w Radomiu, w zbiorach Biblioteki Narodowej w Warszawie, Ministerstwa Kultury i Sztuki, BWA w Białymstoku, w BWA w Radomiu oraz BWA w Warszawie, Columbia University w Nowym Jorku, Clark University w Worcester. Tworzy także wiersze.
W 1955 została członkinią Związku Polskich Artystów Plastyków (ZPAP). Należała do Rady Artystycznej Sekcji Malarstwa (1977–1979) oraz była jej przewodniczącą (1980–1983). W 1983 wystąpiła ze ZPAP i ponownie przystąpiła w 1989, będąc członkinią Prezydium Zarządu Okręgu Warszawskiego ZPAP (1989–1992) oraz członkinią Komisji Rewizyjnej Okręgu Warszawskiego ZPAP (1993–1996).
Podczas stanu wojennego działała w ruchu kultury niezależnej – współorganizowała i uczestniczyła w kościelnych wystawach.
Mieszka i tworzy w Warszawie.

## Odznaczenia i wyróżnienia
Wyróżniona nagrodą Ministerstwa Kultury i Sztuki (1970) oraz Złotą Odznaką ZPAP (1980).
W 2022 „za wybitne zasługi w działalności na rzecz przemian demokratycznych w Polsce, za osiągnięcia w podejmowanej z pożytkiem dla kraju aktywności zawodowej i społecznej” została odznaczona Krzyżem Oficerskim Orderu Odrodzenia Polski.